# دلون لیک (ویسکانسین)
دلون لیک (به انگلیسی: Delavan Lake) یک منطقهٔ مسکونی در ایالات متحده آمریکا است که در دلون واقع شده‌است. دلون لیک ۱۵٫۵ کیلومتر مربع مساحت و ۲٬۶۴۹ نفر جمعیت دارد و ۲۸۶ متر بالاتر از سطح دریا واقع شده‌است.